# Павлов, Иван Сергеевич
Иван Сергеевич Павлов (род. 13 мая 1989, Курган) — российский баскетболист, игравший на позиции тяжёлого форварда. Кандидат в мастера спорта России.

## Биография
Иван Сергеевич Павлов родился 13 мая 1989 года в городе Кургане Курганской области.
Баскетболом начал заниматься в ДЮСШ № 2 города Кургана. Тренер - Андрей Геннадьевич Ежов.
В сезоне 2003—2004 играл за «Ханты-Мансийский АО» (Сургут).
В 2005 году играл за клуб «Динамо-Теплострой» из Челябинска в Высшей лиге «А». В 2006 году клуб завоевал право выступать в Суперлиге «Б». В составе челябинцев Павлов провел 5 сезонов. В 2010 году перешёл в «Иркут» Иркутск, но в сезоне 2010/11 клуб отказался участвовать в Суперлиге. Павлову поступило предложение от дальневосточного клуба «Спартак-Приморье» Владивосток из ПБЛ.
В 2011 году окончил Уральский государственный университет физической культуры.
С 2018 года играет за клуб «СУМУО Газпром», город Новый Уренгой. По итогам чемпионата Уральского и Приволжского федеральных округов (зональные соревнования) в мае 2019 года был признан лучшим тяжелым форвардом турнира.

## Достижения
- Серебряный призёр Суперлиги-1 дивизион: 2015/2016